# Niclas Fasth

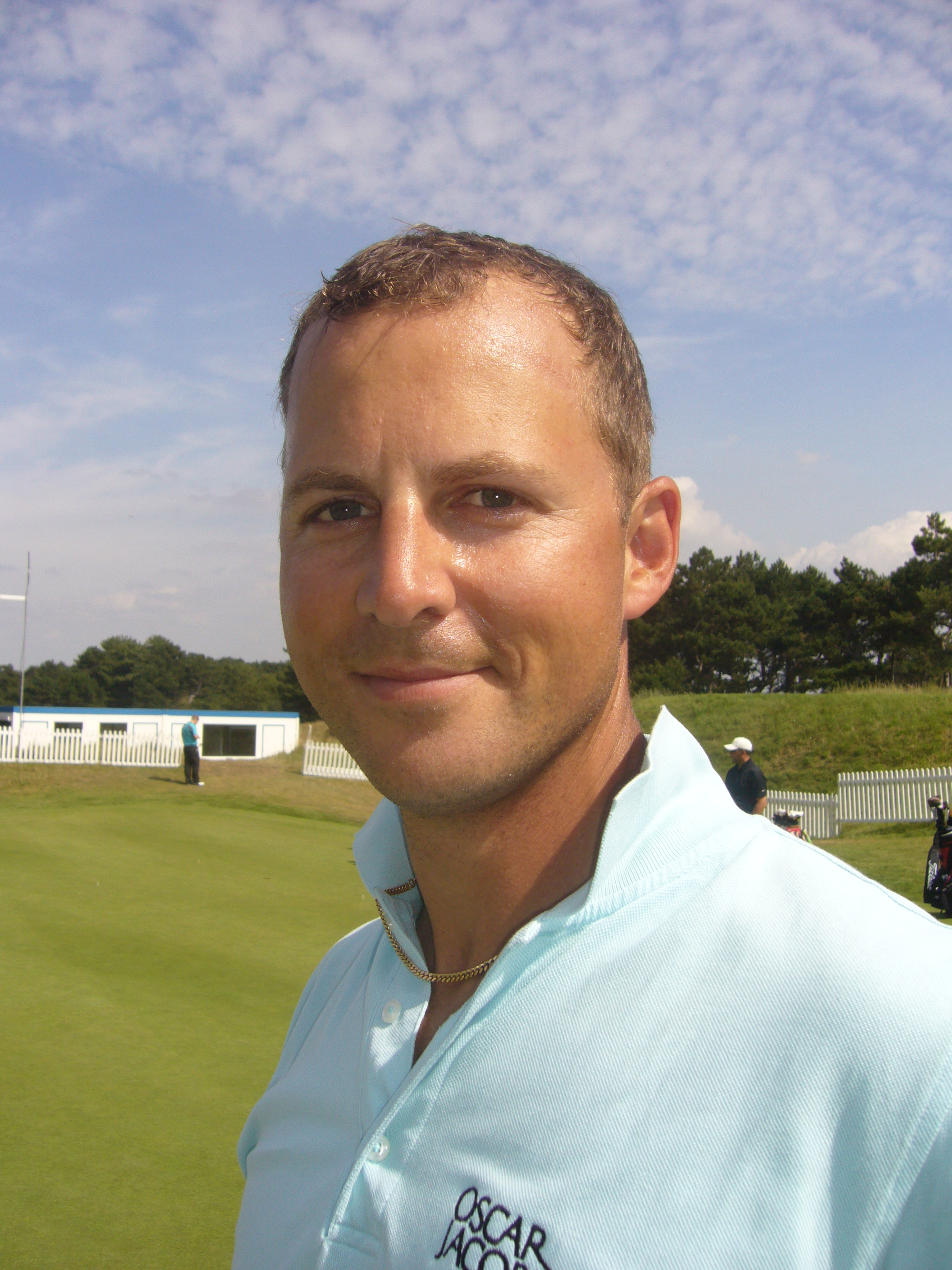
Niclas Fasth

Niclas Fasth, född 29 april 1972 i Göteborg är en svensk golfspelare.
Som amatör vann Fasth en individuell tävling och tre lagtävlingar. Han blev professionell 1993 och samma år vann han tre tävlingar på Challenge Tour. 1996 förlorade Fasth sitt kort på PGA European Tour men återtog det snabbt 1997. Samma år kvalificerade han sig för spel på den amerikanska PGA-touren och spelade samtidigt på Europatouren. Han återgick till spel på Challengetouren 1999 och tog därefter beslutet att koncentrera sig på Europatouren vilket framgångsrikt har resulterat i sex segrar och flera bra placeringar i övrigt. 2001 kom han tvåa efter David Duval i The Open Championship. Det var första gången han spelade i en major och framgången innebar en plats i Europas Ryder Cup-lag 2002.

## Meriter

### Segrar på Europatouren
- 2000 Madeira Island Open
- 2005 Holden New Zealand Open, Deutsche Bank Players Championship of Europe
- 2006 Open de Espana, Mallorca Classic
- 2007 BMW International Open

### Övriga individuella segrar
- 1993 Open Dijon Bourgogne, Compaq Open, Vasteras Open, Swedish Professional Championship
- 1996 European Tour Qualifying School
- 1999 Daewoo Warsaw Golf Open

### Lagtävlingar
- Eisenhower Trophy (amatör): 1992
- WGC-World Cup: 2001, 2002, 2003, 2005
- Ryder Cup:  2002 (segrare)
- The Seve Trophy: 2002, 2003, 2005